# 俄亥俄县 (印第安纳州)
俄亥俄縣（英語：Ohio County）是美国印地安納州東南部的一個縣，俄亥俄河在東界流過（這也是縣名的由來），面積227平方公里。根據2020年美國人口普查，共有人口5,623人，是全州人口最少的縣。該縣成立於1844年1月15日，賴辛森（Rising Sun）為其縣治所在。